# Повстанческое движение в Литве
Повстанческое движение в Литве (лит. Lietuvos partizaninis karas) — борьба литовских националистов за воссоздание независимого Литовского государства. Движение т. н. «лесных братьев» в Литве было самым значительным среди прибалтийских стран как по количеству участников, так и по активности борьбы. Противостояние началось в 1941 году, вскоре после оккупации Литвы Третьим Рейхом и продолжалось после освобождения Литвы советскими войсками от немецкой оккупации до середины 1950-х годов.

## История

### 1940—1941 годы
Обстановку в республике после её присоединения к СССР накаляли преобразования социалистического характера (национализация предприятий, преобразования на селе), вызывавшие недовольство у затронутых ими  слоев; в Виленском крае, доставшемся Литве от Польши в результате соглашения СССР и Германии по пакту Молотова — Риббентропа, организовывались подпольные польские ячейки, а в самой Литве — антисоветские структуры, в которые вливались бывшие чиновники независимой Литвы, чему способствовала поддержка  спецслужб  Третьего рейха. В ноябре 1940 г. бывший посол Литвы в Германии К. Шкирпа организовал в Берлине пронацистский Фронт литовских активистов. 
Фронт сотрудничал с разведкой Германии, которая использовала сбежавших под её крыло офицеров политической полиции и военной разведки для вербовки агентов из числа их родственников, сослуживцев, знакомых, распространения антисоветских листовок. В преддверии наступления вермахта он готовил масштабное восстание в Литве, о чём органы НКГБ узнали через перевербованного ими агента гестапо.
Фронт литовских активистов разработал инструкцию «Указания по освобождению Литвы», из которой явствовало, что руководители этой организации имеют прочные контакты с германской военной разведкой (абвер), гестапо и службой А. Розенберга, имея достоверную информацию о нападении Германии на СССР.  Эта инструкция ориентировала на устранение не только советских служащих, но и евреев, от которых "необходимо было избавиться при приходе немецких войск". Инструкция ориентировала боевиков Фронта препятствовать уничтожению инфраструктуры дорог при отступлении Красной армии, дабы обеспечить быстрейшее продвижение моторизованных германских частей. Несмотря на то, что в апреле – начале мая 1941 г. органам НКГБ удалось ликвидировать часть связанного с Фронтом подполья, вскрыть его полностью не удалось. «Действовавшие в подполье организаторы восстания в Вильнюсе понесли тяжёлые потери. Накануне НКВД арестовало ключевых командиров и около 300 офицеров. Стало невозможным осуществить первоначальный план – объявить, как предполагалось, независимость в Вильнюсе», – рассказывал о событиях один из активистов антисоветского подполья В. Дамбрава.. 

### 1941—1946 годы

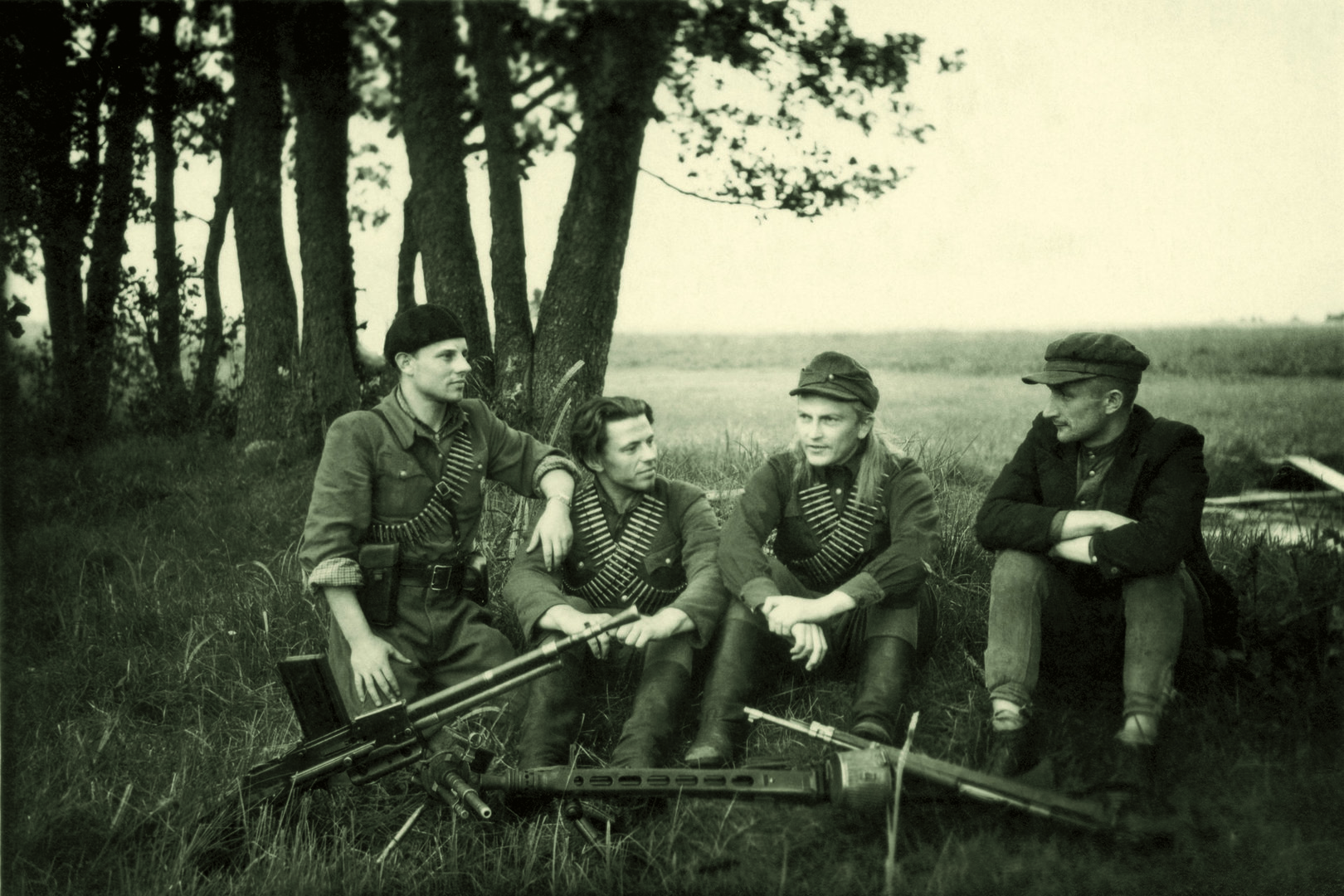
Лесные братья округа Витис, 1946 год

Большинство литовского общества, настроенного крайне антисоветски, считало германскую оккупацию временным и меньшим злом, нежели советскую. Сотрудничество с германскими властями или лояльное отношение к ним должны были, по его мнению, в будущем сохранить литовскую государственность и культуру. В первый год оккупации эта часть общества участвовала в создании органов самоуправления, восстанавливала досоветские структуры и хозяйственные отношения, оказывала активную помощь в борьбе с отступающими частями Красной армии, преследовании и уничтожении сторонников Советской власти, а также еврейского населения Литвы.
В то же время Германия не спешила (по крайней мере, до конца войны с СССР) восстанавливать литовскую государственность. Так, 5 августа 1941 г. Временное правительство Литвы было распущено германскими оккупационными властями. Изданные им законы были аннулированы. Всю полноту власти с этого момента осуществляли германские военные и гражданские власти, делегировавшие часть своих полномочий органам литовского самоуправления. Упразднение литовских государственных структур и ультимативно-директивные методы управления германских властей привели к росту их неприятия литовскими националистами.
В октябре 1941 г. часть бывших членов Временного правительства Литвы, входивших в состав Литовской христианско-демократической партии (Lietuvių krikščionių demokratų partija), сформировали подпольную организацию Литовский фронт (Lietuvių frontas), которая ставила своей целью восстановление литовской государственности, не прибегая к вооружённой борьбе против Германии. В состав Фронта вошли 1000 человек. Во главе организации встал бывший премьер-министр Временного правительства Литвы, профессор филологии Каунасского университета Юозас Амбразявичюс (Juozas Ambrazevičius-Brazaitis). В военизированные отряды Кястутис (Kęstutis) вступили 6000 бывших офицеров литовской армии. Название этой организации происходит от имени великого князя литовского XIV в. Кейстута (Кястутис). В названии также содержалась смысловая игра – «kęstutis» по-литовски означает «терпеливый», что подчеркивало главную задачу организации — длительное накопление сил и ожидания подходящего момента для выступления. 
В конце 1941 г. Литовский фронт подпольно начал издавать газету «Свобода» («Laisvė»). Главным редактором являлся выпускник философского факультета Каунасского университета Антанас Страбулис (Antanas Strabulis). В газете печатались программные документы и обращения «Литовского фронта», инструкции литовцам, как себя вести при оккупационном режиме, дискуссии о будущем Литвы, информация о событиях за рубежом, взятая, как правило, из сообщений радио Лондона. В дополнение к газете «Свобода» в 1942 – 1943 гг. издавался «Бюллетень Литовского фронта» (Lietuvių fronto biuletenis). Вышло 234 номера.
17 декабря 1941 года под руководством Литовского фронта была сформирована подпольная Литовская освободительная армия (лит. Lietuvos laisvės armija) под командованием бывшего курсанта военного училища Казиса Вявярскиса (лит. Kazys Veverskis), которая поставила своей задачей укрепление своей организации и накопление сил для борьбы за государственную независимость Литвы.
Главным врагом считался СССР. Германия же рассматривалась как сторона, с которой возможно договариваться и идти на компромиссы. В течение 1942–44 годов отряды Литовской освободительной армии практически не вступали в вооружённое противодействие с вермахтом, нападения на немецкие объекты осуществлялись в основном с целью обеспечить себя продовольствием и обмундированием, а основными противниками литовских повстанцев были советские партизаны и польская Армия Крайова.
В ночь с 16 на 17 марта 1943 г. в связи с нежеланием литовской молодежи вступать в войска СС германские оккупационные власти закрыли Каунасский и Вильнюсский университеты, в которых на тот момент учились 2750 студентов. В числе 48 видных деятелей культуры и науки Литвы гестапо арестовало несколько университетских преподавателей.
В июле 1943 г. в связи с провалом мобилизационной кампании в Литве германские оккупационные власти запретили в ней деятельность всех политических партий.
25 ноября 1943 г. был сформирован Центральный комитет за освобождение Литвы (Vyriausiasis Lietuvos išlaisvinimo komitetas), объединивший в своём составе националистов, христианских демократов и социал-демократов и действовавший в качестве подпольного правительства Литвы, ориентированного на Великобританию и США. Во главе Комитета встал профессор Стяпонас Кайрис (Steponas Kairys). Своей целью Центральный комитет за освобождение Литвы ставил с помощью США и Великобритании после войны восстановить литовскую государственность. Комитет издавал газеты «Борец за свободу» («Laisvės kovotojas») и «Независимая Литва» («Nepriklausoma Lietuva»). В июне 1944 г. гестапо провело ряд арестов членов Центрального Комитета за освобождение Литвы. Часть руководства Комитета переместилась в Германию и Финляндию.
С начала 1944 г. все подпольные партии и группы литовских националистов прекратили всякую антигерманскую деятельность и начали готовиться к отражению вступления Красной армии на территорию Литвы. Для этого была создана Местная дружина Литвы (Lietuvos Vietinė rinktinė), куда вступили 12 000 человек (в основном из Литовской освободительной армии). Её возглавил литовский генерал Повилас Плехавичюс (Povilas Plechavičius). Вскоре Местная дружина Литвы получила статус союзника Германии. В апреле 1944 г. Местная дружина Литвы приняла участие в боях против польских партизан Армии Крайовой.
В мае 1944 г. Местная дружина Литвы была расформирована командованием вермахта в связи с предполагаемой неблагонадежностью ее личного состава. Около 100 солдат и офицеров Дружины были расстреляны и еще 110 отправлены в концлагерь Штутгоф. Генерал Повилас Плехавичюс был отправлен в Латвию, в концентрационный лагерь Куртенгоф под Саласпилсом, но затем отпущен и эвакуирован в Германию. Отряды Литовской освободительной армии вели активную борьбу против советских партизан, вошедших на территорию Литвы из Белоруссии в период отступления германской армии.
В связи с приближением Красной армии к границам Литвы руководство Литовской освободительной армии пошло на соглашение с руководством вермахта и СС в плане помощи последних в подготовке солдат и офицеров Армии к ведению диверсионной и партизанской войны. В диверсионные школы германской разведки в Восточной Пруссии было направлено свыше 300 человек.
Летом 1944 года Литовская освободительная армия численностью 20 тысяч человек приняла участие в боях против Красной армии. С августа 1944 года в Литве специально для борьбы с литовским партизанским движением была расквартирована 4-я стрелковая дивизия внутренних войск НКВД под командованием генерал-майора Павла Михайловича Ветрова. К ней присоединились 94-й, 95-й, 97-й и 23-й пограничные полки.
К осени 1944 года из Восточной Пруссии в Литву были заброшены 20 боевых групп с общей численностью 150 человек. Они должны были стать основой для формирования более крупных боевых отрядов Литовской освободительной армии.

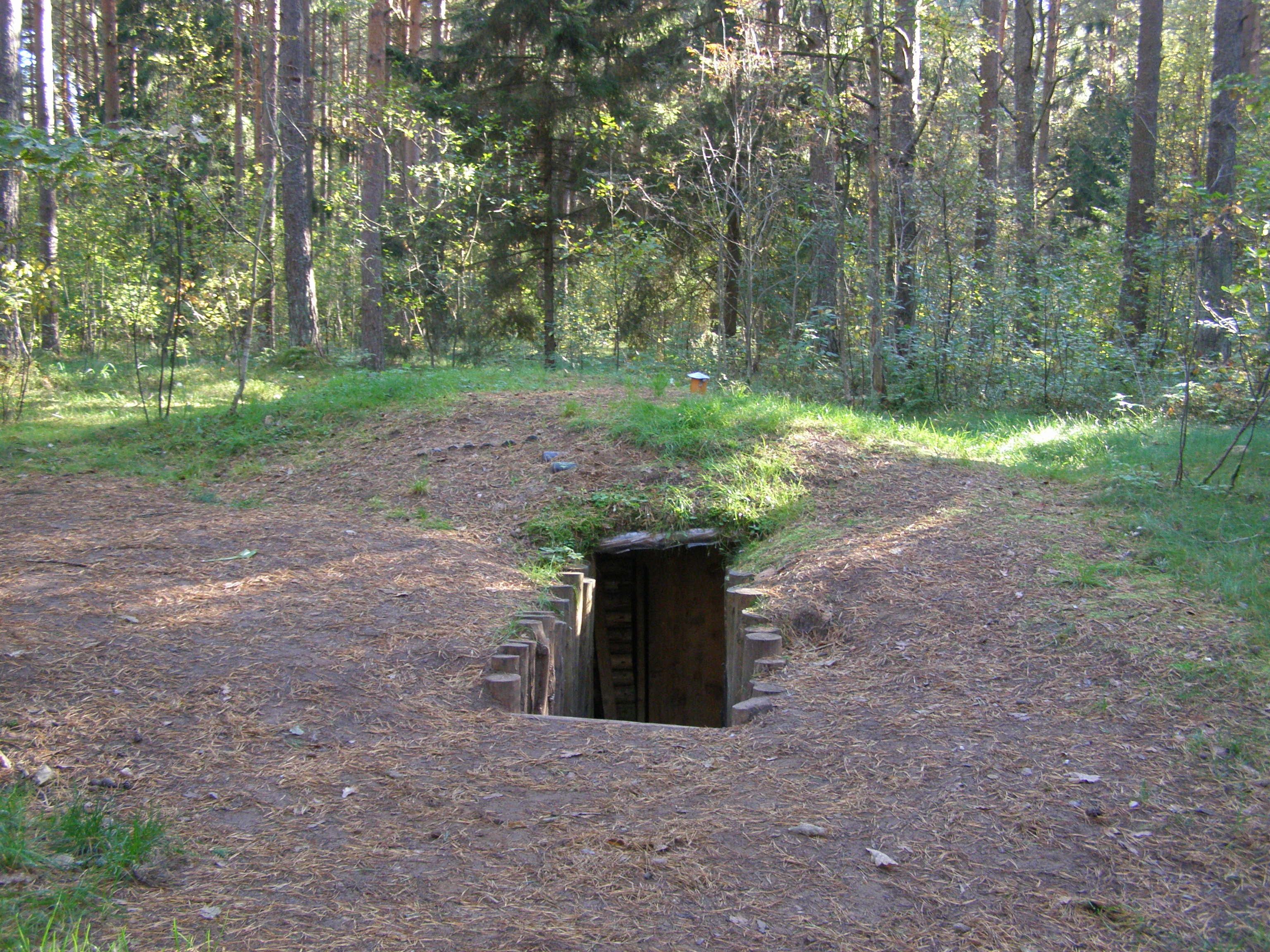
Землянка лесных братьев в Кретингском районе

К 22 октября Красная армия полностью освободила территорию Литовской ССР, и Литовская освободительная армия полностью перешла к партизанским формам ведения боевых действий. Основными противниками были определены: Красная армия, НКВД, местная советская администрация, активисты-общественники и «сочувствующие».
За лето—осень 1944 года к бойцам Литовской освободительной армии присоединились бывшие полицейские из литовских батальонов «Schutzmannschaft», бывшие служащие-литовцы органов германской оккупационной власти и литовского самоуправления, а также антисоветски и националистически настроенные представители различных социальных слоёв Литвы, но прежде всего крестьянства. Все партизанские группы данного направления получили название «лесных братьев» (лит. miško broliai). Сами себя литовские антисоветские партизаны называли «ястребами» (лит. vanagai). Большинство бойцов носили форму литовской армии, сочетая её с элементами формы вермахта, СС или гражданской одеждой. Вооружены они были германскими и советскими образцами стрелкового оружия, иногда применяя лёгкую артиллерию и миномёты.
Официально в историографии Литвы и западных стран деятели движения литовских «лесных братьев» значатся как «Литовские партизаны» (лит. Lietuvos partizanai). По архивным данным, всего в литовском партизанском сопротивлении советскому строю за годы послевоенной партизанской войны в 1944—1969 годов в Литве участвовало около 100 тысяч человек.
Органы советской госбезопасности уничтожили более 30 000 участников антисоветского подполья. Свыше двадцати тысяч партизан было арестовано. Например, согласно донесению от 5 января 1945 года на имя Берии, на территории Литвы было арестовано около 12,5 тыс. человек, убито более 2,5 тыс.
В 1944—46 годах войска РККА, НКВД и МГБ, органы советской госбезопасности ликвидировали основные силы Армии Свободы Литвы, несколько крупных штабов, десятки окружных и уездных командований и отдельных формирований. Для этого временами проводились крупномасштабные войсковые операции с привлечением танков и авиации.
Применялись самые жёсткие методы борьбы: сжигали, взрывали или миномётным огнём истребляли усадьбы партизанских семей и их сторонников, публично оскверняли тела погибших на площадях городов и деревень, готовили провокации агентов-боевиков.
16 мая 1945 года в Кальнишкском лесу Алитусского уезда Симнасской волости войска НКВД, при содействии со стороны истребителей из Симнаса окружили отряд численностью около 90 «лесных братьев», которыми командовал Й. Нефалта-Лакунас. В ходе боя была уничтожена примерно половина отряда «лесных братьев», оставшиеся смогли прорваться из окружения только после наступления темноты.
Проиграв в активной войне и не дождавшись помощи от Запада, «лесные братья» перешли к партизанским методам.

### 1946—1950 годы

Знак литовских партизан

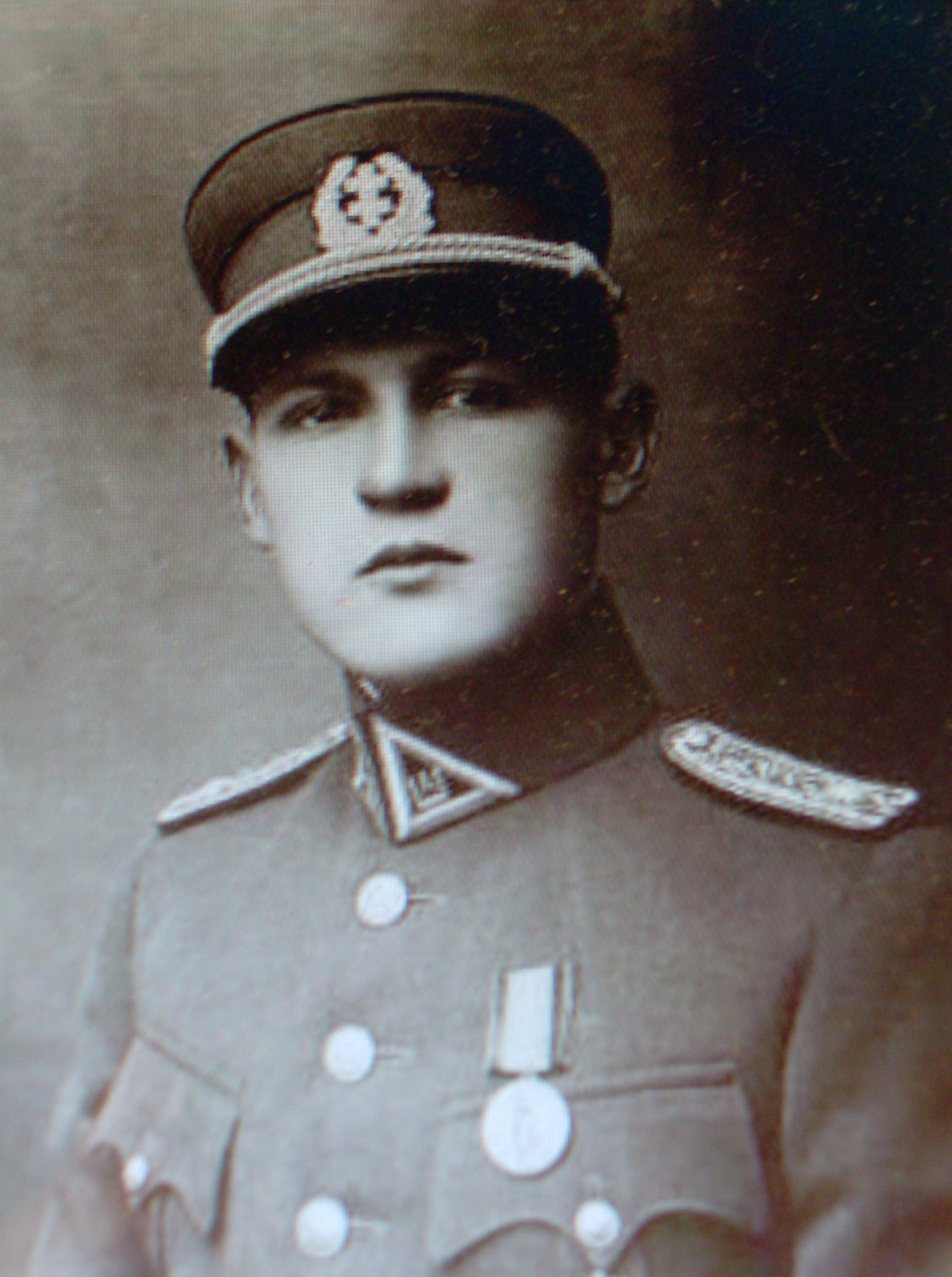
Главнокомандующий литовского партизанского движения Йонас Жемайтис (Витаутас)

В 1946 году в Прибалтике была проведена кампания по «легализации» лесных братьев: тем, кто сдался советским властям (в том числе сдал оружие) обещалось прощение. «Легализацией» воспользовались тысячи лесных братьев. При этом выяснилось, число «легализовавшихся» за 1946 год было гораздо меньше в Литве (656 человек), чем в Латвии (2632 человека) и в Эстонии (1623 человека).
В 1946—1950 годах партизанские группы стали меньше, но лучше организованы. Они организовывались в подразделения и районы и стремились к лучшей централизации. Территория Литвы была разделена на три региона и девять округов:
- Южная Литва: округа Таурас и Дайнавос,
- Восточная Литва: округа Альгимантаса, Диджёсёс Ковос, Витиса и Витаутаса,
- Западная Литва: округа Кястутиса, Присикелимо и Жемайтийский.

Открытые столкновения с НКВД/МГБ были заменены партизанскими действиями. Партизаны также публиковали различные бюллетени, листовки, газеты. Всего издавалось почти 80 различных периодических изданий партизан. MГБ также изменило свою тактику. Оно начало набирать агентов и организовывать истребительные батальоны. 24 июля 1945 года было принято совместное постановление Бюро ЦК Компартии Литвы и Совета народных комиссаров Литовской ССР о положении истребительных батальонов, согласно которому в истребительные отряды и взводы вводили должности политруков (ЦК Комсомола Литвы было поручено мобилизовать 80 комсомольских активистов). 22 августа 1945 года постановление Совнаркома СССР предусматривало следующее:
- Истребительные батальоны были приняты на содержание бюджета СССР;
- Денежное и продовольственное обеспечение бойцов истребительных батальонов было приравнено к рядовому составу литовской милиции;
- Народный комиссариат торговли СССР должен был выделить продовольственные фонды на снабжение 11 тысяч бойцов истребительных батальонов по нормам рабочих промышленности, транспорта и связи:
- Народный комиссариат обороны СССР должен был выделить для бойцов истребительных батальонов необходимое количество комплектов «отремонтированного и годного к носке» обмундирования.

Кроме того, в Литве в 1946 году были значительные силы МВД. На 1 января 1947 года численность войск МВД по борьбе с бандитизмом в Литве составляла 12571 человек (в Эстонии в этот же период — 1725 человек личного состава войск МВД).
2-22 февраля 1949 года командиры всех партизанских округов на своём съезде обсудили политическое и военное положение в Литве и за рубежом, и 22 февраля приняли решение переименовать свою военную организацию в «Саюдис» — Союз борцов за освобождение Литвы (или Движение борьбы за свободу Литвы, лит. Lietuvos laisvės kovos sąjūdis, LLKS)), а партизан официально назвали воинами свободы, всем были присвоены партизанские воинские звания воинов свободы.
На этом партизанском съезде высшего командования воинов свободы также была принята очень важная для будущего Литовского государства политическая Декларация Движения борьбы за свободу Литвы (12 января 1999 года Литовский Сейм подтвердил эту Декларацию как основополагающий государственный документ Литвы), а командующему литовской партизанской армией Йонасу Жямайтису-Витаутасу присвоено воинское звание партизанского генерала воинов свободы (до этого в 1944 году он получил звание полковника «местной обороны» и среди повстанцев был известен как опытнейший командир).

### Поражение повстанцев
Серьёзный урон подполью нанесла крупная депортация населения из Прибалтики в марте 1949 года. Из Литвы были депортированы тогда 31 917 человек, сочувствовавших подполью. Доктор исторических наук Елена Зубкова отметила, что эта массовая депортация стала переломом в борьбе с антисоветским вооружённым подпольем, так как ликвидировала его социальную базу и с 1949 года в Прибалтике фактически исчезло повстанческое движение.
В первой половине 1950-х годов были выявлены и уничтожены ключевые лидеры подполья, такие как: Йонас Витаутас и Адольфас Раманаускас.
К началу 1950-х годов советские войска уничтожили большую часть литовского сопротивления. Разведка, собранная советскими шпионами на Западе и проникновение агентов МГБ в движение сопротивления, в сочетании с крупномасштабными операциями в 1952 году смогли положить конец организованному подполью.
Фактический конец массовому сопротивлению положила амнистия 1955 года, но отдельные вооружённые партизаны, которым возвращение домой грозило трибуналом, продержались вплоть до конца 1960-х годов. В 1969 году погиб в бою со спецгруппой КГБ известный литовский партизан Костас Люберскис-Жвайнис (1913—1969).

## Потери
В 2001 году в книге «Lietuvos istorijos atlasas» были опубликованы со ссылкой на данные МГБ СССР данные о потерях сторон и гражданского населения по годам. Эти данные приведены в следующей таблице.
| Год   | Повстанцы | Советские войска | Гражданские |
| ----- | --------- | ---------------- | ----------- |
| 1944  | 2436      | 258              | 258         |
| 1945  | 9777      | 3419             | 447         |
| 1946  | 2143      | 2731             | 493         |
| 1947  | 1540      | 2626             | 299         |
| 1948  | 1135      | 1673             | 256         |
| 1949  | 1192      | 1018             | 338         |
| 1950  | 635       | 494              | 261         |
| 1951  | 590       | 292              | 195         |
| 1952  | 457       | 92               | 62          |
| 1953  | 198       | 14               | 10          |
| Всего | 20,103    | 12,921           | 2,619       |

Однако эти данные, опубликованные в 2001 году, в потери «советских войск» включают также значительные потери со стороны гражданского населения. Доктор исторических наук Елена Зубкова в 2008 году привела таблицу данных о потерях (со ссылкой на архивные данные Главного управления по борьбе с бандитизмом МВД СССР «О жертвах в результате бандпроявлений») — за 1946 год с разбивкой по категориям, к которым относились погибшие. Цифра потерь советской стороны за 1946 год — 2731 убитый — точно такая же, как и в книге «Lietuvos istorijos atlasas». Однако Зубкова дала разбивку этой цифры на категории. Согласно таблице, приведённой Зубковой, среди 2731 убитого в 1946 году в Литве насчитывалось:
- «Работников МВД и МГБ» — 29;
- «Работников милиции» — 38;
- «Офицеров войск МВД» — 2;
- «Сержантского и рядового состава войск МВД» — 24;
- «Офицеров Советской армии» — 5;
- «Сержантского и рядового состава Советской армии» — 7;
- «Бойцов истребительных батальонов и местных формирований» — 165;
- «Совпартактива» — 432;
- «Других граждан» — 2029.

Таким образом, число погибших среди военнослужащих, МВД, МГБ, милиции и военизированных местных формирований в 1946 году — 270 человек. Литовский историк Арвидас Анушаускас и Елена Зубкова сопоставили антисоветское вооружённое движение на Западной Украине и в Литве и выяснили, что в Литве основным объектом нападений антисоветских формирований становились гражданские лица. В частности, они отметили, что потери антисоветских формирований на Украине были в 1946 году в 4 раза больше, чем у литовских антисоветских формирований, а потери внутренних войск на Украине были вдвое больше, чем в Литве. Зубкова приводит следующие данные:
- В 1946 году потери гражданского населения Западной Украины были в 5,5 раз меньше, чем потери антисоветских вооружённых формирований;
- В 1946 году в Литве потери «мирных» граждан в 1,5 раза были больше потерь антисоветских вооружённых формирований.

По советским данным, после окончания Второй мировой войны – в течение 12 лет вооружённой борьбы (1945 – 1956 гг.), которая приняла форму гражданской войны (на стороне войск НКВД действовало 10 000 литовских бойцов истребительных батальонов), литовские партизаны убили 25 000 человек (в т.ч. 23 000 литовцев и 533 солдата и офицера войск НКВД). В то же время в 1413 боях с советскими войсками и силами госбезопасности СССР было убито 20 101 (возраст половины из них 16 – 20 лет) и захвачено в плен 30 596 литовских партизан. Выселено из Литвы на Урал, в Сибирь и районы Крайнего Севера 148 000 членов семей «лесных братьев» и их помощников.

## В Западной Белоруссии
Литовские «лесные братья» действовали в Гродненской, Молодечненской и Полоцкой областях Белоруссии, но успеха не добились и были рассеяны в 1946—1947 годах — по словам доктора исторических наук Геннадия Костырченко местное белорусское население относилось к ним с ненавистью и помогало властям в их обезвреживании.

## Преследование в постсоветской Литве участников борьбы с лесными братьями и позиция ЕСПЧ
В постсоветской Литве участников борьбы с «лесными братьями» обвинили в геноциде и подвергли уголовному преследованию. 
Власти Литвы столкнулись с тем, что другие государства не выдавали им обвиняемых. Так, Израиль отказался выдать Литве Нахмана Душанского. 
Однако нескольких участников борьбы с «лесными братьями» властям Литвы удалось осудить. В 2015 году литовский суд приговорил участника задержания Раманаускаса Станислава Дрелингаса к 5 годам «за геноцид литовских партизан» (реально по состоянию здоровья Дрелинкас отсидел только 5 месяцев и 6 дней). 12 марта 2019 года Европейский суд по правам человека отклонил жалобу Дрелингаса, признав его осуждение не противоречащим Европейской конвенции о защите прав человека и основных свобод. Большая палата Европейского суда по правам человека отказалась пересматривать это решение. Министерство иностранных дел Российской Федерации выразило в связи с этим решением своё «разочарование и возмущение».